# La 2
La 2 – program drugi publicznej telewizji hiszpańskiej TVE uruchomiony 15 listopada 1966 roku.
Na początku kanał funkcjonował pod nazwą TVE 2 (Dwójka), TVE2, Segunda Cadena (Kanał Drugi). TVE 2 nadaje głównie programy kulturalne, północnoamerykańskie seriale telewizyjne, filmy dokumentalne, filmy hiszpańskie i europejskie, wiadomości, debaty i musicale. Oferuje inny blok programowy niż jego siostrzany kanał La 1.

## La 2 HD
Dnia 7 września 2017 roku, podczas prezentacji nowego sezonu kanału, Televisión Española ogłosiła uruchomienie sygnału wysokiej rozdzielczości La 2 HD, który rozpoczął nadawanie 31 października 2017 w Madrycie, 7 listopada 2017 w pozostałej części Hiszpanii (z wyjątkiem Katalonii i Wysp Kanaryjskich), 14 listopada 2017 w Katalonii i 21 listopada 2017 na Wyspach Kanaryjskich.

## Loga
| Listopad 1966 - Styczeń 1991  |
| Styczeń 1991 - Wrzesień 1991  |
| Wrzesień 1991 - Kwiecień 1999 |
| Listopad 2003 - Czerwiec 2007 |
| Czerwiec 2007 - Sierpień 2008 |
| Sierpień 2008 – Obecnie       |